# Stade du Hainaut
Le stade du Hainaut un stade multifonction de 25 000 places assises dont près de 2 600 places affaires et 240 places en loges privatives réparties dans seize loges. Il comprend également deux écrans géants de 48 m2 chacun disposés en haut des tribunes Daniel Leclercq et Sud.
Principalement utilisé pour le football, il est situé dans le quartier Nungesser à l'est de Valenciennes et accueille les matches du Valenciennes FC, club évoluant en National. Le stade est également un espace de représentations artistiques.
Ce stade est un des projets majeurs de la Communauté d'agglomération de Valenciennes Métropole, maître d'ouvrage. Il a une capacité d'accueil de 25 000 places, contre 16 547 pour l'ancien Stade Nungesser, devenu obsolète pour un club évoluant parmi l'élite. La capacité du stade peut être étendue à environ 35 000 places pour les concerts et autres représentations artistiques. Avec ses 25 000 places assises, le stade du Hainaut est le 20e stade de France en termes de capacité.

## Histoire

### Projet
À partir de 2006 et la remontée du Valenciennes Football Club en Ligue 1, et alors que le club semblait s’inscrire durablement dans l'élite du football français, l'enceinte du Stade Nungesser est apparue comme un frein à la croissance du club nordiste. La construction d'un nouveau stade est alors envisagée et un appel à projets est lancé.
La proposition imaginée par les architectes Michel Marcary & Aymeric Zublena du cabinet SCAU a été retenue et présentée le 21 septembre 2006. Cette nouvelle enceinte de 25 000 places s'insère au sein d'un quartier résidentiel de Valenciennes. Destiné en principe à la pratique du football, le stade devait également accueillir des concerts ou de grandes rencontres de rugby. Le recours des habitants voisins du stades a finalement pris la décision d’interdire des concerts dans l’enceinte afin d’éviter le bruit.
Le cabinet Mariotti (auteur du Stade de l'Épopée) a également participé au concours d'architectes. Si l'on peut rapprocher le style extérieur du projet SCAU de l'Allianz Arena, le projet Mariotti ressemblait davantage à l'Estádio da Luz.

### Construction et inauguration

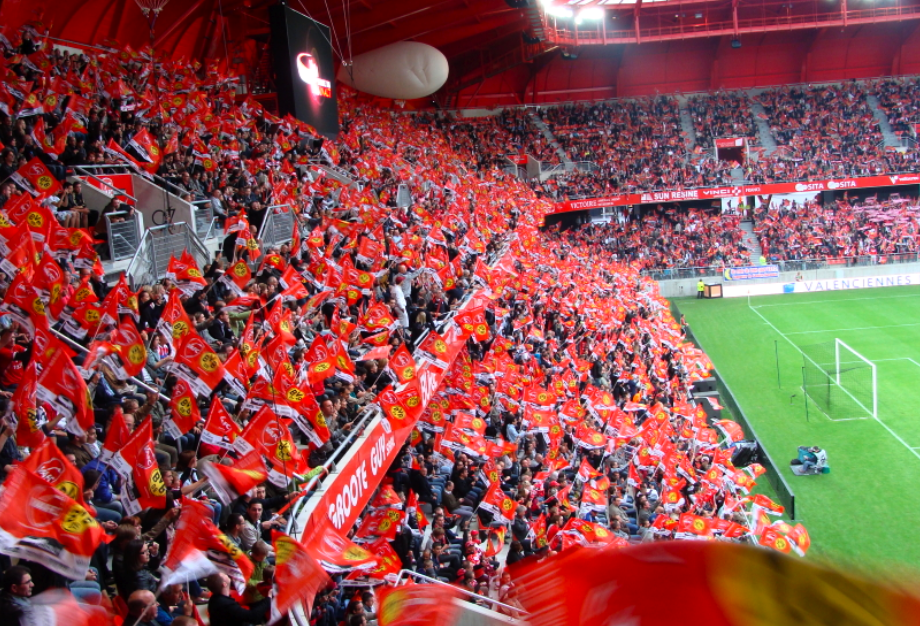
Tribune Nord lors du match inaugural

Le cabinet Escudié Fermaut architecture installé à Tourcoing a assuré la mission de DET (direction de l’execution des travaux) en qualité de maitrise d’oeuvre d’execution.
Sogea, filiale de Vinci Construction France, associé à Norpac, filiale de Bouygues Construction France ont assuré l'ensemble des terrassements, fondations spéciales, gros œuvre, charpente, couverture, étanchéité et menuiseries extérieures. La société Erinor, sous-traitant basé à Prouvy, s'est chargée de réaliser l'ensemble de la couverture en double peau acoustique et du chéneau périphérique en co-laminé. La société Victoire était mandataire avec Sapiso des cloisons et menuiseries intérieures. Caronor (mandataire) avec MPK, Brackman et Eurodeco, était chargé des revêtements de sols et murs, de la peinture et de la signalétique. L'entreprise Loison a réalisé la métallerie et Satelec, avec MQB, s'est occupée des lots techniques. Ramery TP avec ISS Espaces verts ont été chargés des aménagements extérieurs.
Le financement du Stade du Hainaut s'est élevé à un montant total de 75,9 millions d'euros. Il comprenait un emprunt de 14 millions et un apport en fonds propres de 41 millions de la Communauté d'Agglomération de Valenciennes Métropole. Il a été complété par une subvention de la région Nord-Pas-de-Calais de 20 millions d'euros.
Le stade a été inauguré le mardi 26 juillet 2011 face au Borussia Dortmund par Jean-Louis Borloo, Valérie Létard et Francis Decourrière,. Le score final est de 1-0 pour le club allemand. Ainsi, le tout premier joueur à avoir marqué au Stade du Hainaut est l'Egyptien Mohamed Zidan. Avec 22 778 spectateurs, cette rencontre a détenu le record d'affluence jusqu'au 11 décembre 2012 et la venue du Paris Saint-Germain.
Le premier but en match officiel, et également le premier but d'un Valenciennois, intervient lors de la 4e journée de championnat, lors du match Valenciennes - Bordeaux, et est l’œuvre de Mathieu Dossevi.

## Structure et équipement
La façade du Stade du Hainaut est constituée de 8 000 écailles en inox brut de 1 m × 1 m chacune. Leur luisance satinée et leur finition non traitée renvoie parfaitement la lumière, à la manière d'un carénage industriel semblable à celui des avions, des voitures ou des bateaux. Elles peuvent être illuminées d'une lumière blanche.
56 fléaux soutiennent l'ensemble, arrangés de manière concentrique autour du terrain. La toiture comprend 1 800 tonnes d'acier.
L'enceinte contient 25 000 places assises dont près de 2 600 places « privilège » et 250 places en loges privatives réparties dans seize loges. Il comprend également deux écrans géants de 48 m2 chacun disposés en haut des virages Nord et Sud. Le stade dispose enfin de trois salons de 100 à 400 m2 ainsi que de trois grands halls de 300 m2, d'espaces réceptifs et de douze friteries intégrées au stade.

## Exploitation et utilisation du stade

### Gestion de l'équipement
Le VAFC est le club résident et locataire du Stade du Hainaut.
De 2011 à 2017, l'exploitation du Stade du Hainaut était assurée par la société Vert Marine, qui opérait dans le cadre d'une délégation de service public (DSP).
Dans le cadre d'un nouvel appel d'offres lancé en début d'année 2017, Vert Marine et Vega étaient concurrentes, alors que la candidature du VAFC a été écartée par Valenciennes Métropole. En mai 2017, faute d'offre satisfaisante, l'agglomération prend le stade du Hainaut en régie autonome. Durant le même mois, la société AirFibr est choisie pour installer une pelouse hybride de nouvelle génération.
| Saisons du VAFC     | Affluences moyennes |
| ------------------- | ------------------- |
| 2011-2012 (Ligue 1) | 15 373              |
| 2012-2013 (Ligue 1) | 15 468              |
| 2013-2014 (Ligue 1) | 14 354              |
| 2014-2015 (Ligue 2) | 8 127               |
| 2015-2016 (Ligue 2) | 8 805               |
| 2016-2017 (Ligue 2) | 7 905               |
| 2017-2018 (Ligue 2) | 8 279               |
| 2018-2019 (Ligue 2) | 8 393               |

### Équipes de France de Football
L'Équipe de France de football a disputé à Valenciennes un match amical de préparation à l'Euro 2012 le 27 mai 2012 contre l'Islande diffusé sur TF1. Les Bleus s'imposent trois buts à deux sur des buts de Franck Ribéry, Mathieu Debuchy et Adil Rami. 
À l'issue de la rencontre, le Président de la FFF, Noël Le Graët, convient de la venue de l'Équipe de France féminine de football au Stade du Hainaut. Ce sera effectif un an plus tard, avec la rencontre amicale face à la Finlande. L'équipe de France féminine est ensuite revenue en avril 2016, pour une rencontre qualificative pour l'Euro 2017.
Le 19 septembre 2017, la FFF annonce la tenue à Valenciennes d'un match amical contre l'Angleterre. Grâce à un but de Viviane Asseyi, les bleues l'emportent 1-0. Cette rencontre permet au stade de passer la barre des 20 000 spectateurs pour la première fois depuis 2013, et pour la huitième fois seulement depuis l'inauguration du stade.
Le 20 décembre 2019, annonce la tenue d'un nouveau tournoi international féminin baptisé "Tournoi de France 2020", qui se déroulera du 4 au 10 mars 2020 à Calais et à Valenciennes. Les Françaises disputent deux matchs au stade du Hainaut face au Brésil et aux Pays-Bas. Une troisième rencontre y oppose les Pays-Bas au Brésil.
| Matchs internationaux joués au Stade du Hainaut par les équipes de France | Matchs internationaux joués au Stade du Hainaut par les équipes de France | Matchs internationaux joués au Stade du Hainaut par les équipes de France | Matchs internationaux joués au Stade du Hainaut par les équipes de France | Matchs internationaux joués au Stade du Hainaut par les équipes de France | Matchs internationaux joués au Stade du Hainaut par les équipes de France | Matchs internationaux joués au Stade du Hainaut par les équipes de France |
| Date                                                                      | Compétition                                                               | Équipe 1                                                                  | Score                                                                     | Équipe 2                                                                  | Affluence                                                                 |                                                                           |
| ------------------------------------------------------------------------- | ------------------------------------------------------------------------- | ------------------------------------------------------------------------- | ------------------------------------------------------------------------- | ------------------------------------------------------------------------- | ------------------------------------------------------------------------- | ------------------------------------------------------------------------- |
| 27 mai 2012                                                               | Amical (masculin)                                                         | France                                                                    | 3 - 2                                                                     | Islande                                                                   | 20 580                                                                    |                                                                           |
| 1er juin 2013                                                             | Amical (féminines)                                                        | France                                                                    | 3 - 0                                                                     | Finlande                                                                  | 11 417                                                                    |                                                                           |
| 25 mars 2015                                                              | Amical (espoirs masculin)                                                 | France                                                                    | 6 - 0                                                                     | Estonie                                                                   | 7 350                                                                     |                                                                           |
| 11 avril 2016                                                             | Éliminatoires Euro 2017 (féminines)                                       | France                                                                    | 4 - 0                                                                     | Ukraine                                                                   | 15 028                                                                    |                                                                           |
| 20 octobre 2017                                                           | Amical (féminines)                                                        | France                                                                    | 1 - 0                                                                     | Angleterre                                                                | 20 059                                                                    |                                                                           |
| 7 mars 2020                                                               | Tournoi de France 2020 (féminines)                                        | France                                                                    | 1 - 0                                                                     | Brésil                                                                    | 17 022                                                                    |                                                                           |
| 10 mars 2020                                                              | Tournoi de France 2020 (féminines)                                        | France                                                                    | 3 - 3                                                                     | Pays-Bas                                                                  | 0                                                                         |                                                                           |
| 22 septembre 2023                                                         | Ligue des nations 2024 (féminines)                                        | France                                                                    | 2 - 0                                                                     | Portugal                                                                  | 18 377                                                                    |                                                                           |
| 19 novembre 2024                                                          | Amical (espoirs masculin)                                                 | France                                                                    | 2 - 2                                                                     | Allemagne                                                                 | 7 400                                                                     |                                                                           |
| 20 juin 2025                                                              | Amical (féminines)                                                        | France                                                                    | 5 - 0                                                                     | Belgique                                                                  | 13 882                                                                    |                                                                           |

### Coupe du monde féminine 2019

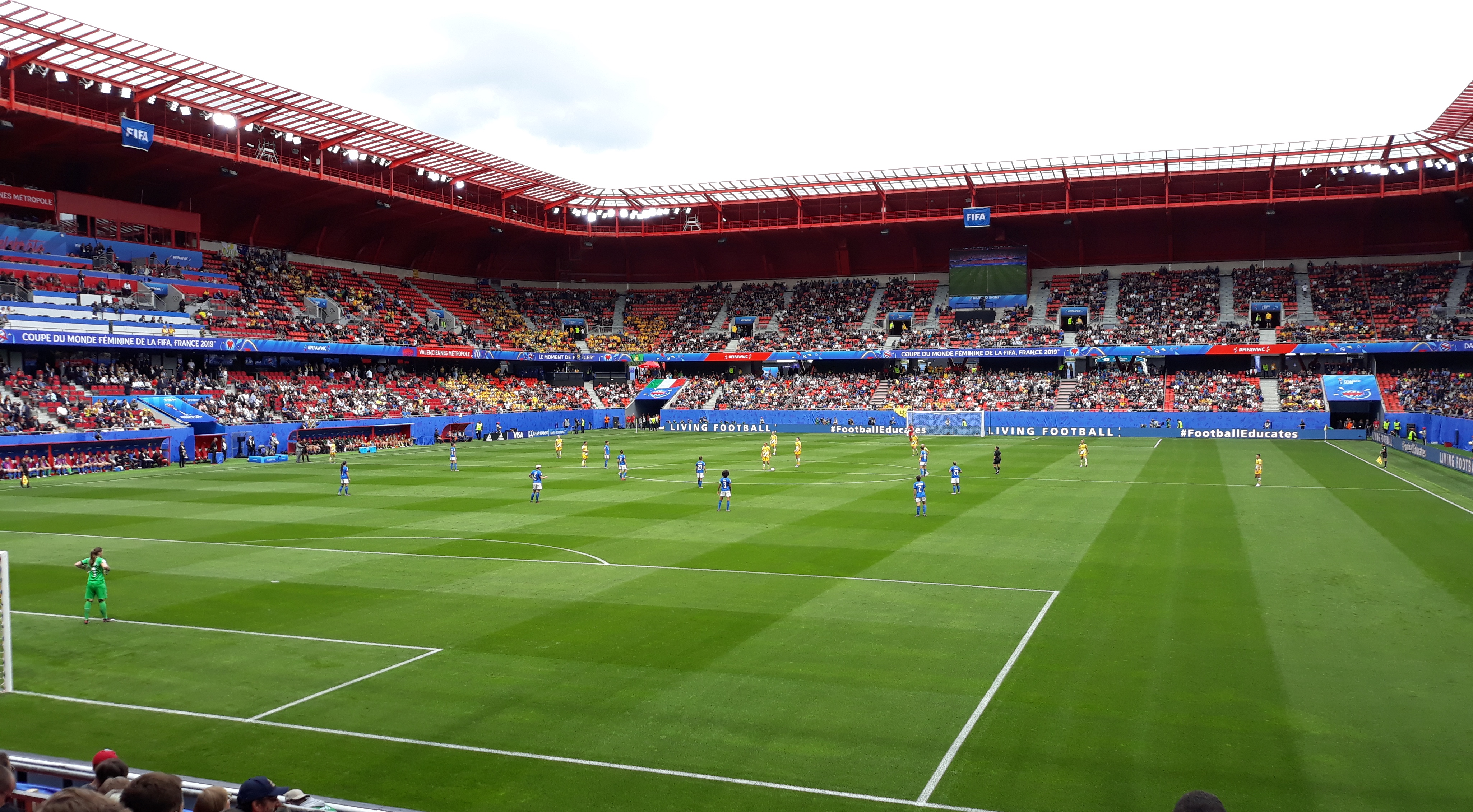
Match entre l'Australie et l'Italie durant le Mondial 2019

Le 20 mars 2015, la France obtient la Coupe du monde féminine de football 2019 et Valenciennes fait partie des onze villes pré-sélectionnées pour recevoir des matchs,.
Le 14 juin 2017, la FFF et la FIFA ont annoncé les neuf villes hôtes finalement retenues, et dont Valenciennes fait partie.
Le 26 septembre 2017, une délégation de la FIFA inspecte le stade et présente en ville. À cette occasion, l'ex-internationale Rebecca Smith déclare que le stade est d'une "qualité fantastique" et qu'il ne nécessitera que de menus aménagements pour le hisser au niveau de cette compétition internationale.
Le 8 février 2018, on apprend que le stade recevra quatre matchs de groupes, un huitième et un quart de finale.
Afin d'être mis aux normes de la compétition, le stade reçoit diverses modernisations durant la saison 2018-2019 (remplacement des écrans, éclairage led, amélioration du réseau wifi, aménagements intérieurs et extérieurs, agrandissement de la tribune de presse). Des plateformes télé sont également ajoutées durant le tournoi, réduisant temporairement la capacité du stade à 22 650 places.
L'événement attire plus de 120 000 spectateurs en l'espace de trois semaines, ce qui fait de Valenciennes la ville affichant le meilleur taux de remplissage de la compétition.
| Matchs de la Coupe du monde féminine 2019 | Matchs de la Coupe du monde féminine 2019 | Matchs de la Coupe du monde féminine 2019 | Matchs de la Coupe du monde féminine 2019 | Matchs de la Coupe du monde féminine 2019 | Matchs de la Coupe du monde féminine 2019 | Matchs de la Coupe du monde féminine 2019 |
| Date                                      | Heure                                     | Équipe 1                                  | Résultat                                  | Équipe 2                                  | Tour                                      | Affluence                                 |
| ----------------------------------------- | ----------------------------------------- | ----------------------------------------- | ----------------------------------------- | ----------------------------------------- | ----------------------------------------- | ----------------------------------------- |
| 9 juin 2019                               | 13:00                                     | Australie                                 | 1 - 2                                     | Italie                                    | Groupe C                                  | 15 380                                    |
| 12 juin 2019                              | 18:00                                     | Allemagne                                 | 1 - 0                                     | Espagne                                   | Groupe B                                  | 20 761                                    |
| 15 juin 2019                              | 18:00                                     | Pays-Bas                                  | 3 - 1                                     | Cameroun                                  | Groupe E                                  | 22 423                                    |
| 18 juin 2019                              | 21:00                                     | Italie                                    | 0 - 1                                     | Brésil                                    | Groupe C                                  | 21 669                                    |
| 23 juin 2019                              | 17:30                                     | Angleterre                                | 3 - 0                                     | Cameroun                                  | Huitième de finale                        | 20 148                                    |
| 29 juin 2019                              | 15:00                                     | Italie                                    | 0 - 2                                     | Pays-Bas                                  | Quart de finale                           | 22 600                                    |

### Match amical (hors Équipe de France)
| Matchs amicaux | Matchs amicaux                     | Matchs amicaux | Matchs amicaux | Matchs amicaux | Matchs amicaux | Matchs amicaux |
| Date           | Compétition                        | Équipe 1       | Score          | Équipe 2       | Affluence      |                |
| -------------- | ---------------------------------- | -------------- | -------------- | -------------- | -------------- | -------------- |
| 4 mars 2020    | Tournoi de France 2020 (féminines) | Pays-Bas       | 0 - 0          | Brésil         | 6 199          |                |

### Ligue des champions de l'UEFA
- Lille OSC :

En raison de l'organisation des matchs de basket-ball et de handball au Stade Pierre-Mauroy dans le cadre des Jeux olympiques, le Lille OSC se voit contraindre de délocaliser deux rencontres de Ligue des champions 2024-2025, le 6 août 2024 le match aller du Troisième tour de qualification face aux turcs du Fenerbahçe SK et son match aller des barrages contre les tchèques du Slavia Prague le 20 août 2024.

### Rugby
Au moment de l'inauguration du stade, Francis Decourrière avait annoncé qu'il essayait de faire venir l'Équipe de France de rugby à Valenciennes[réf. nécessaire].
Le Stade français sera le premier club à amener un ballon ovale sur la pelouse du Hainaut, en délocalisant un match de Challenge européen du 19 janvier 2013 face au London Welsh.
| Match de rugby joué au Stade du Hainaut | Match de rugby joué au Stade du Hainaut | Match de rugby joué au Stade du Hainaut | Match de rugby joué au Stade du Hainaut | Match de rugby joué au Stade du Hainaut | Match de rugby joué au Stade du Hainaut | Match de rugby joué au Stade du Hainaut |
| Date                                    | Compétition                             | Équipe 1                                | Score                                   | Équipe 2                                | Affluence                               |                                         |
| --------------------------------------- | --------------------------------------- | --------------------------------------- | --------------------------------------- | --------------------------------------- | --------------------------------------- | --------------------------------------- |
| 19 janvier 2013                         | Challenge européen                      | Stade français                          | 39 - 17                                 | London Welsh                            | 9 927                                   |                                         |

### Autres utilisations
En février 2016, un projet de spectacle autour de l'appel du 18 juin est envisagé par Robert Hossein et pourrait être joué au stade du Hainaut, dans la région dont le général de Gaulle est originaire.

## Environnement et accès

### Situation
Le stade est situé dans le quartier Nungesser à l'est de Valenciennes. Cette zone contient une salle omnisports et des courts de tennis. Et bientôt un centre aquatique, prévu en 2019, en lieu et place du Stade Nungesser 

### Accès au stade
Ce secteur, principal espace sportif de la ville, est en pleine mutation et est relié au centre-ville par les lignes T1 & T2 du tramway depuis juin 2006.
Il y a deux parcs de stationnement extérieurs de 550 et 350 places.